# Izaak Klajnerman
Izaak Klajnerman (ur. 18 lutego 1901 w Warszawie, zm. ?) – polski Żyd, prawnik.

## Życiorys
Urodził się 18 lutego 1901 w Warszawie. Od 15 października 1919 studiował na Wydziale Prawa Uniwersytetu Warszawskiego. W okresie II Rzeczypospolitej był adwokatem w Łodzi.
Po zakończeniu wojny i nastaniu Polski Ludowej pełnił funkcję naczelnika Wydziału Prawnego w Biurze Prezydialnym Krajowej Rady Narodowej i wiceprezesa Głównej Komisji Arbitrażowej. Od 20 lutego 1947 do 14 stycznia 1948 był naczelnikiem Wydziału Prawnego, a od 14 stycznia 1948 do 31 stycznia 1950 dyrektorem Biura Prawnego Kancelarii Rady Państwa.
Jego nazwisko znalazło się na liście Wildsteina, upublicznionej na początku 2005.

## Publikacje
- Głosowanie ludowe (1946)
- Nowy ustrój państwowy Rzeczypospolitej Polskiej (Warszawa, 1948)

## Ordery i odznaczenia
- Krzyż Oficerski Orderu Odrodzenia Polski (3 lutego 1947)[6]
- Złoty Krzyż Zasługi (dwukrotnie: 30 kwietnia 1946[7], 22 lipca 1949[8])